# Agualva (Sintra)
Agualva é uma localidade portuguesa do município de Sintra que foi sede da extinta Freguesia de Agualva, freguesia que tinha de população 35 824 habitantes. Em 2001 foi desdobrada da antiga freguesia de Agualva-Cacém.
Em 2013, no âmbito da reforma administrativa foi anexada à freguesia de Mira-Sintra (igualmente pertencente à cidade de Agualva-Cacém), criando-se a União de Freguesias de Agualva e Mira-Sintra.
Durante muito tempo Agualva funcionou apenas como subúrbio de Lisboa, não possuindo quaisquer serviços ou equipamentos urbanos que garantissem a qualidade de vida.
A Freguesia de Agualva-Mira Sintra é a terceira maior freguesia do Município de Sintra logo após à Freguesia de Algueirão-Mem Martins e da Freguesia de Rio de Mouro, a sua dimensão e localização central conferem-lhe um papel fundamental para todo o município. A freguesia possui quatro jardins-de-infância, sete escolas do primeiro ciclo, uma escola do segundo e terceiro ciclo e duas escolas secundárias. Em Agualva, encontra-se ainda a sede dos Bombeiros de Agualva-Cacém, a esquadra da PSP de Agualva-Cacém, uma conservatória do registo predial, uma biblioteca municipal, um centro lúdico, entre outros serviços.
Durante várias décadas a zona central da freguesia era conhecida devido ao caos urbanístico reinante, no entanto, a partir de 2003, com o início das obras da Cacém Pólis, esta zona tem vindo a melhorar. 
Tem por orago o Imaculado Coração de Maria e Nossa Senhora da Consolação.

## História
Englobando as vizinhas Agualva e Cacém, pelo Decreto-lei nº 39210, de 15 de Maio de 1953, foi criada a Freguesia de Agualva-Cacém; A povoação conjunta de  Agualva-Cacém tem tido grande desenvolvimento populacional e urbano, que lhe valeu ser elevada, primeiro, à categoria de vila pela Lei nº 66/85 e, depois, à categoria de cidade pela Lei nº 34/2001, de 12 de Julho. A Freguesia de Agualva-Cacém foi dividida pela Lei nº 18-C/2001, de 3 de Julho, em 4 freguesias civis: Agualva, Mira-Sintra, Cacém e São Marcos. 
O orago da freguesia de Agualva é Nossa Senhora da Consolação.
O topónimo da Freguesia, Agualva, deriva de “Agua alba”, do latim “Aqua Alba”.
O povoamento do território da freguesia remonta à conquista Cristã de Lisboa e Sintra aos Mouros, em 1147, por D. Afonso Henriques. A primeira referência conhecida surge nas inquirições Afonsinas de 1220.
No século XII, “Água Alva ” e Cacém já eram povoadas. O curso da ribeira das Jardas ou da Água Alva demarcavam então os limites administrativos e paroquiais, pertencendo Agualva e outros lugares da margem esquerda ao termo de Lisboa, à freguesia de Belas, enquanto Cacém, São Marcos e demais lugares na margem direita estavam integrados no termo de Sintra e faziam parte da freguesia de Rio de Mouro. Note-se que Agualva, enquanto lugar da freguesia de Belas era lugar conhecido por Jardo, o que levou o célebre Bispo de Lisboa, D. Domingos, por ter nascido ali, de Jardo.
Nos séculos seguintes expandiu-se o povoamento e a ocupação do território com o aparecimento de várias quintas solarengas, novos casais agrícolas e a Feira de Agualva, uma das mais antigas da região saloia, que se realiza(va) desde 1713, e deixou de se realizar, quebrando assim, uma tradição com cerca de trezentos anos!
As actividades que empregam o maior número de pessoas nesta freguesia, e tendo em conta a sua transformação no século XX numa das áreas urbanas da grande Lisboa são a indústria e o comércio.
No que refere ao património cultural e edificado na freguesia, merece especial referência a Anta de Agualva e as grutas de Colaride.

## Património
- Anta de Agualva

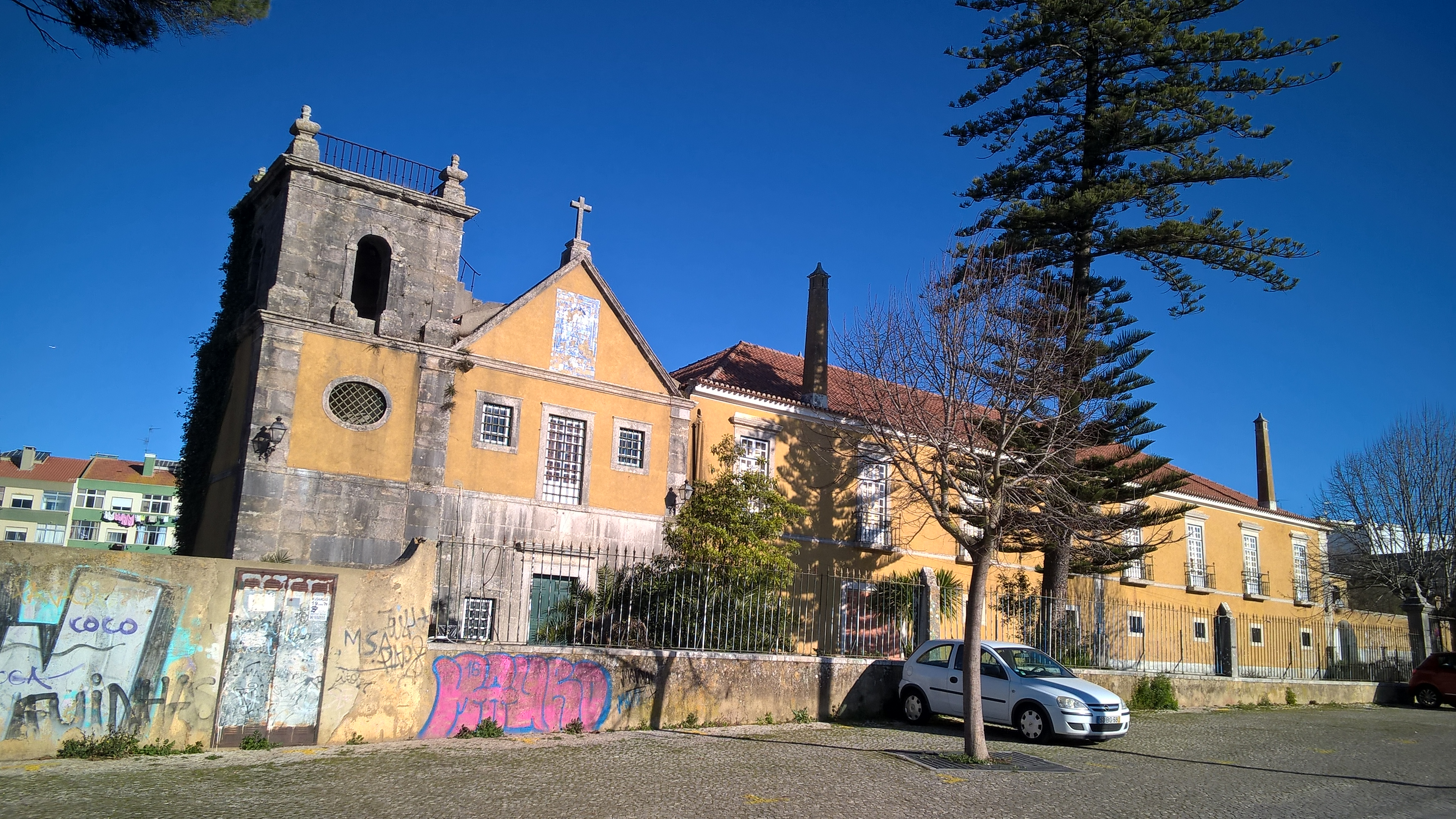
Fachada sul da Quinta da Fidalga, no Largo da República, em Agualva

- Sítio arqueológico de Colaride ou Estação romana de Colaride
- Quinta de Nossa Senhora do Monte do Carmo
Também conhecida por Quinta da Fidalga é património de interesse municipal. Foi mandada construir em meados do século XVIII por José Ramos da Silva emigrante abastado regressado do Brasil em 1716 e pai de Matias de Aires, personalidade marcante na altura. Foram ambos sepultados nesta quinta, na capela anexa ao edifício principal.[2]

## Personalidades
- D. Domingos Anes Jardo Foi fundador das Escolas Gerais em Portugal e Bispo de Évora e Lisboa. Foi Chanceler Mor do rei D.Dinis. Faleceu em 1293 não sendo conhecida a data do nascimento. Fundou o convento de Santo Eloy, habitualmente chamado de Convento dos Lóis. Inicialmente funcionou como hospital e posteriormente foi entregue à congregação dos Lóis. Tem hoje em Agualva um agrupamento escolar com o seu nome.
- Matias Aires Nasceu em São Paulo a 27 março de 1705. Faleceu em 1763 e foi sepultado na Quinta da Fidalga. Nasceu no seio de uma família abastada e veio para Portugal em 1716. Estudou na Faculdade de Direito de Coimbra e em Madrid, Baiona e Paris. Foi escritor, pensador e filósofo. Existe hoje em Agualva uma escola com o seu Nome.
- Gilberto Grácio Mestre guitarreiro, nascido a 12 de Maio de 1936, é o herdeiro de uma arte tradicional passada por várias gerações da destacada família Grácio. A Família Grácio é a responsável pelas transformações feitas à Guitarra Portuguesa, em parceria com Artur Paredes, pai de Carlos Paredes, dando deste modo origem ao nascimento de um novo instrumento, a Guitarra Portuguesa de Coimbra. Mantém a sua oficina em Agualva, onde para além das guitarras portuguesas de Lisboa e Coimbra, também construiu outros instrumentos como bandolins e violas. Gilberto Grácio também concebeu e construiu o guitolão.

## Geografia

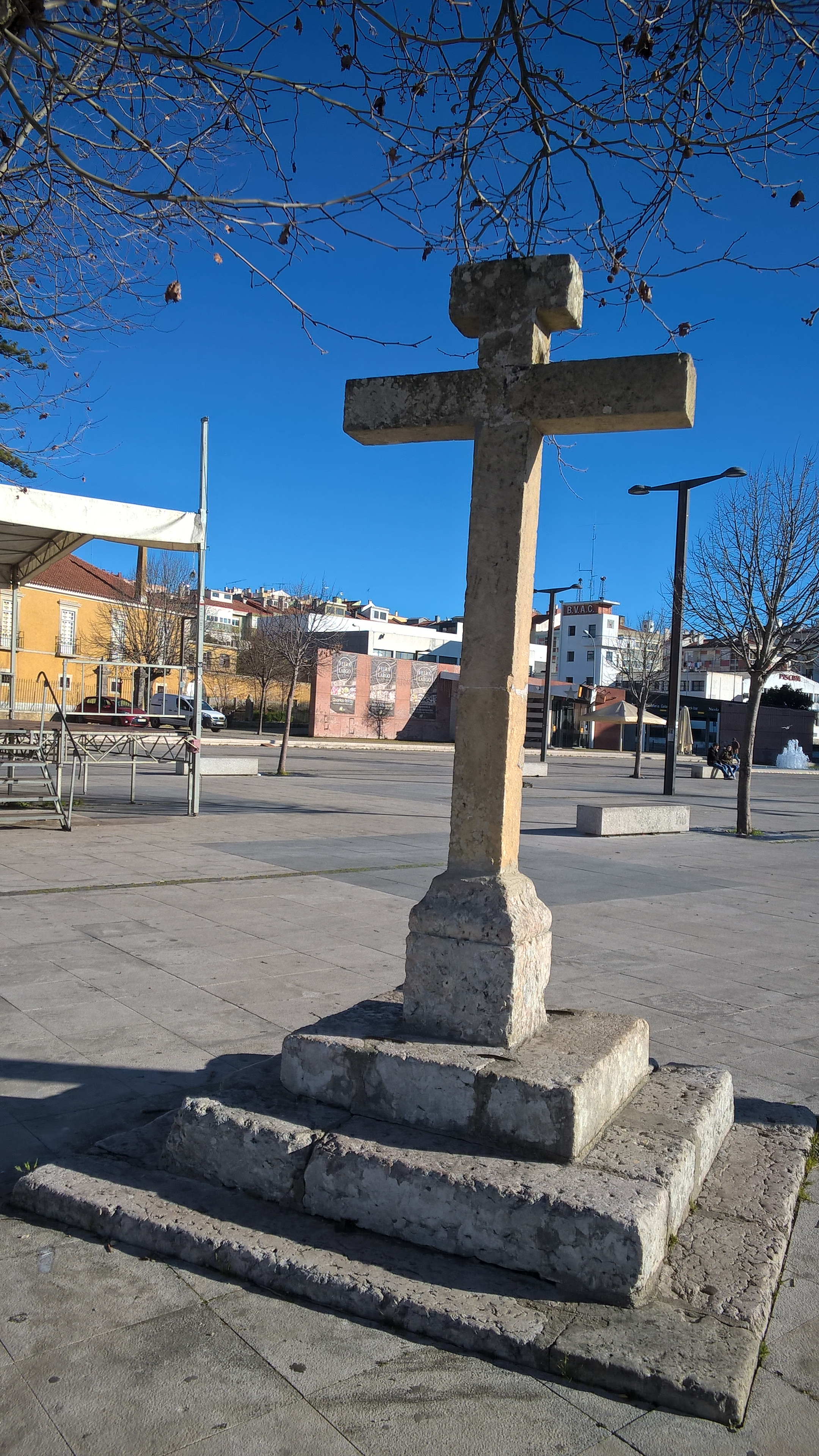
Cruzeiro no Largo da República, em Agualva

A Freguesia de Agualva a níveis geográficos está limitada a sul pela Freguesia do Cacém, a norte pela Freguesia de Mira Sintra e pela Freguesia de Belas. A este, está limitada pela Freguesia de Massamá e a oeste por Rio de Mouro.
Parte da freguesia de Agualva (nomeadamente a zona norte) está inserida numa parte territorial pertencente à Serra da Carregueira, possui ainda uma referência geográfica importante o Monte da Tapada, mais conhecido por Alto do Colaride. A freguesia é banhada por uma ribeira a sul, denominada de ribeira das Jardas
Há cerca de trinta anos atrás a freguesia de Agualva, era apenas um pequeno povoado, rodeado por uma natureza única e que fora muitas vezes recomendada como terra para o tratamento de doenças respiratórias.

## Junta de Freguesia
Desde as primeiras eleições autárquicas até ao ano de 1993, a Junta de Freguesia de Agualva-Cacém esteve sob a gestão do partido Comunista português, no ano de 1993 a presidência foi entrega a Sebastião Antunes do Partido Socialista. Após a divisão da Freguesia de Agualva-Cacém e a criação da freguesia de Agualva, esta manteve-se sob domínio do Partido Socialista através dos presidentes, Fernando Arrenega e Luís Roberto. Nas eleições autárquicas de 2005 o Partido Social Democrata tomou conta dos destinos da Freguesia pelo presidente Rui Castelhano, tenho sido reconduzido no cargo em 2009.
Nas eleições autárquicas de 2013 a presidência volta para o Partido Socialista, já com a aplicação da nova reforma administrativa de 2013, tendo sido eleito um executivo para a recém criada freguesia de Agualva-Mira SintraComposição da Junta de Fregusia de Agualva-Mira Sintra
- Presidente:
- Secretário
- Tesoureiro
- Vogal
- Vogal:
- Vogal:
- Vogal:

## Educação
- Escola Secundária Ferreira Dias
- Escola Secundária Matias Aires
- Escola Básica Dom Domingos Jardo
- Escola EB 2+3 António Sérgio

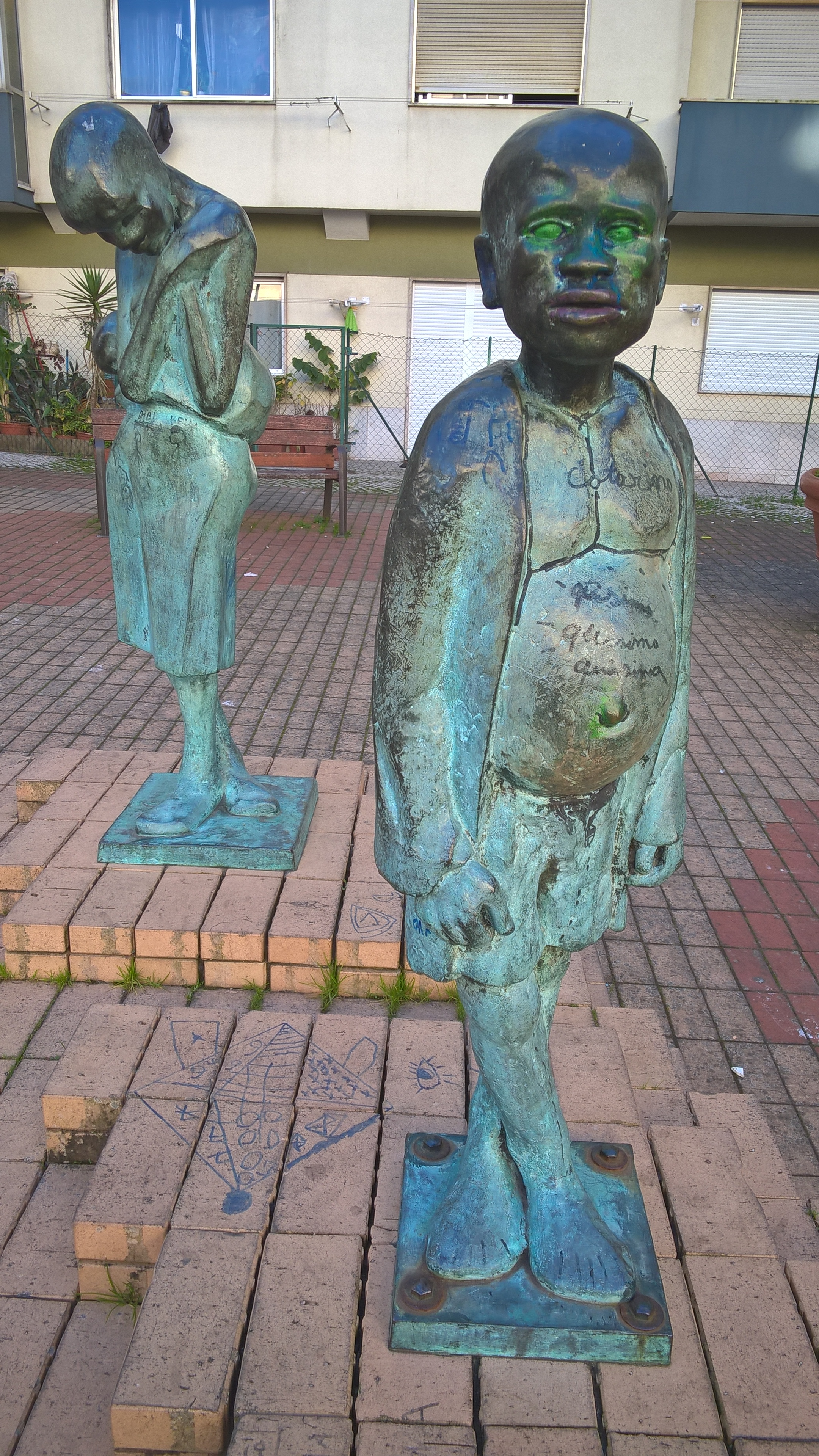
"Mãe e Filhos Peregrinos", conjunto escultórico de Lívio de Morais, de 2001, na Av. dos Bons Amigos, em Agualva, Agualva-Cacém

- Escola JI de Agualva Nº2 (antigo JI da EB1 Nº4 do Cacém):
- Escola EB1/JI Agualva Nº2 (antiga EB1 Nº4 do Cacém):
- Escola EB Nº1 de Agualva:
- Escola EB1/JI Agualva Nº1 (antiga nº4 de Agualva):
- Escola EB1 nº3 de Agualva:
- Escola EB1/JI de Colaride:
- Escola EB1/JI de Lopas:

## Entidades desportivas e culturais
- Ginásio Clube 1º Maio Agualva
- Grupo Sócio-Cultural Novos Talentos
- Super Radical
- Lírios do Monte
- Grupo de Teatro “O Acto”
- Grupo Excursionista Recreativo e Continental das Lopas
- Clube MoucaBTT
- Valdevinos Associação Cultural - http://www.valdevinos.net

## Equipamentos
- Centro Lúdico de Lopas
- Biblioteca Municipal de Sintra - Pólo de Agualva - Cacém
- Mercado Municipal de Agualva
- Serviços Municipalizados de Água e Saneamento de Sintra (SMAS)
- Conservatória de Registo Predial
- Centro de Saúde de Agualva-Cacém
- Estação dos Correios de Agualva
- Segurança Social
- PSP - Divisão Policial de Sintra / 66ª Esquadra (Agualva - Cacém)
- Bombeiros Voluntários de Agualva - Cacém
- Estação Ferroviária de Agualva - Cacém
- Casa da Marioneta de Sintra      http://casadamarioneta.com/#
- Parque Linear da Ribeira das Jardas

## Feiras e romarias
- Feira de Agualva
- Feira de Colaride
- Feira de Maio